# Frank Radovich
Frank Raymond Radovich (Hammond, 3 marzo 1938) è un ex cestista e allenatore di pallacanestro statunitense, professionista nella NBA.

## Carriera
Venne selezionato dai St. Louis Hawks al secondo giro del Draft NBA 1960 (14ª scelta assoluta).